# Адам Бріттон
Адам Роберт Корден Бріттон (англ. Adam Robert Corden Britton; нар. прибл. 1971) — австралійський зоолог британського походження, засуджений за жорстоке поводження з тваринами. У вересні 2023 року його звинуватили у 56 злочинах, пов'язаних зі знущанням, зґвалтуванням і вбивством тварин і зберіганням матеріалів про жорстоке поводження з дітьми. Він визнав себе винним і був засуджений до 10 років позбавлення волі у серпні 2024 року.

## Молодість й освіта
Народився приблизно 1971 року у Вейкфілді, Західний Йоркшир. Здобув освіту у місцевій гімназії королеви Єлизавети, яку закінчив 1987 року. Вивчав зоологію в Університеті Лідса, де 1992 року здобув ступінь бакалавра наук. 1996 року здобув ступінь доктора філософії з зоології в Бристольському університеті.
Згідно з судовими документами він приховував «садистський сексуальний інтерес» до тварин з дитинства і почав приставати до коней у 13 років.

## Спеціаліст з крокодилів
1996 року переїхав до Австралії, де зустрів свою майбутню дружину, рейнджерку дикої природи та біологиню. Разом створили консалтингову компанію, яка займалася дикими крокодилами. З дружиною працював на BBC спеціалістом з крокодилів у Девіда Аттенборо, а також у «National Geographic».
Працював науковим співробітником в Університеті Чарльза Дарвіна. Був одним з експертів у програмі «Animal Face-Off», створеній NHNZ, Discovery Channel / Animal Planet.

## Кримінальна історія
Почав вчиняти злочини 2014 року. Був заарештований у вересні 2022 року і визнав себе винним у вересні 2023 року.
Він шукав собак на вебсайті Gumtree Australia, стверджуючи, що шукає їм новий дім, а потім розповідав колишнім власникам, що тварини під опікою і з ними все добре, хоча насправді він піддавав їх сексуальному насильству, катував і вбивав. Відомо про 42 випадки сексуального насильства над собаками, 39 з яких померли.
Визнав себе винним у 60 випадках жорстокого поводження з дітьми та зоофілії.
Винести вирок планувалося у грудні 2023 року, але дату перенесли спочатку на лютий 2024 року, а потім на травень 2024 року. У травні 2024 року винесення вироку відклали до 11 липня 2024 року через конфлікт графіків головного судді, а потім до 8 серпня 2024 року. 8 серпня 2024 року Бріттона остаточно засудили до десяти років і п'яти місяців ув'язнення з шестирічним терміном без умовно-дострокового звільнення. Дата вироку зазначалася як квітень 2022 року. Йому заборонили купувати і тримати тварин. Суддя Грант заявив, що його поведінка «… містила такий ступінь розбещеності та осуду, який повністю виходить за межі будь-якого звичайного людського уявлення та розуміння». У листі, написаному у в'язниці та прочитаному його адвокатом, Бріттон зазначив, що він «щиро шкодує» і буде шукати «довгострокового лікування». Суддя Грант сумнівався у щирості каяття Бріттона, заявивши: «Я також не сумніваюся, що ви продовжили б таку поведінку, якби вас не заарештувала поліція».
Емма Герст із «Партії справедливого поводження з тваринами» заявила, що вирок був «жалюгідно слабким», а також сказала: «Коли хтось катує, ґвалтує та вбиває тварин у такий садистський спосіб, їх мають покарати відповідно».
2022 року в Північній території ввели закон, який посилив покарання за жорстоке поводження з тваринами, зокрема збільшилось максимальне покарання за жорстоке поводження з тваринами при обтяжувальних обставинах до п'яти років позбавлення волі. Однак його злочини були скоєні до набуття чинності цього закону, коли максимальне покарання становило два роки.

## Особисте життя
З 1997 року був одружений з Ерін. Після його засудження вона розірвала шлюб.